# Linia kolejowa nr 106
Linia kolejowa nr 106 – jednotorowa, w większości niezelektryfikowana, pierwszorzędna linia kolejowa znaczenia państwowego łącząca stację Rzeszów Główny ze stacją Jasło.

## Historia
PKP mają plany elektryfikacji całej linii kolejowej nr 106 w zamierzeniach inwestycyjnych na lata 2021-2030. Planowana jest również budowa łącznicy Jedlicze - Szebnie, co umożliwi ominięcie Jasła.
Od 1 kwietnia 2010 na całej linii kursowały trzy pary pociągów regio. Dwie pary obsługiwane były przez szynobusy i jedna para przez składy spalinowe. Najczęściej obserwowanym składem była lokomotywa SU42 i jeden wagon 2 klasy. Do 1 stycznia 2011 kursy na odcinku Rzeszów Główny-Jasło zostały zawieszone i realizowane zastępczą komunikacją autobusową. W chwili obecnej na odcinku Rzeszów Główny-Jasło kursują 2 pary pociągów towarowych obsługiwanych przeważnie przez PKP Cargo. Wprowadzenie komunikacji zastępczej związane było z modernizacją linii kolejowej w latach 2011–2013 w ramach Regionalnego Programu Operacyjnego. Prace zostały zakończone w 2014. 9 sierpnia 2016 PKP Polskie Linie Kolejowe S.A. ogłosiły przetarg na remont odcinka Boguchwała - Czudec. Przetarg wygrało konsorcjum firm Swietelsky Rail Polska  Sp. z o.o. i Swietelsky Baugesellschaft m.b.H.. Prace na odcinku Boguchwała - Czudec zostały zakończone w 2018. Pieniądze na tę inwestycję pochodziły Regionalnego Programu Operacyjnego województwa podkarpackiego na lata 2014-2020. W ramach tych prac zbudowano nowe przystanki osobowe: Zaborów Błonia, Markuszowa i Jasło Fabryczne.
W sezonach letnich i zimowych do 12 grudnia 2009 na linii kursowały pociągi pospieszne do Warszawy i Katowic zatrzymujące się – oprócz Jasła i Rzeszowa – również w Strzyżowie.
Od rozkładu jazdy 2017/2018 na linii 106 kursuje 6 par pociągów regio spółki Polregio w dni robocze w relacji Rzeszów Główny – Jasło, w tym jedna w wydłużonej relacji do stacji Gorlice oraz jedna para w skróconej relacji Rzeszów Główny - Boguchwała. W dni świąteczne kursują studenckie pociągi Bieszczadzki Żaczek do Komańczy i pociąg do Gorlic.
W rozkładzie jazdy 2017/2018 PKP Intercity zrezygnowało z bezpośredniej obsługi trasy Rzeszów Główny – Zagórz. W miejsce pociągów prowadzonych przez spółkę wszedł podwykonawca – SKPL Cargo – która obsługuje odcinek Rzeszów – Zagórz SZT serii SN84.
Od 1 stycznia 2021 roku uruchomiono 13 par połączeń w relacji Rzeszów Główny – Strzyżów nad Wisłokiem w ramach Podkarpackiej Kolei Aglomeracyjnej.
11 czerwca 2023 roku oddano do użytku przystanki Rzeszów Centrum, Rzeszów Politechnika oraz Boguchwała Dolna.
3 września 2023 roku oddano do użytku przystanek Strzyżów Zachodni.
1 września 2024 roku oddano do użytku przystanek Lutoryż.

## Charakterystyka techniczna
Linia od początku do stacji Czudec jest klasy D2, a od stacji Czudec do końca jest klasy C3. Maksymalny nacisk osi wynosi 221 kN dla odcinka Rzeszów – Czudec, 196 kN od stacji Czudec do kilometra 64,990 oraz 205 kN dla lokomotyw i 196 kN dla wagonów od kilometra 64,990 do końca linii, a maksymalny nacisk liniowy wynosi 71 kN. Sieć trakcyjna jest zainstalowana od początku linii do kilometra 2,475 oraz od kilometra 64,990 do końca linii. Jest dostosowana do maksymalnej prędkości 110 km/h. Linia wyposażona jest w elektromagnesy samoczynnego hamowania pociągów.
Linia dostosowana jest, w zależności od odcinka, do prędkości od 40km/h do 100 km/h. Obowiązują następujące prędkości maksymalne dla pociągów:
| kilometraż | kilometraż | pociągi pasażerskie               | autobusy szynowe i EZT            | pociągi towarowe                  |
| od         | do         | Tor nieparzysty (kierunek: Jasło) | Tor nieparzysty (kierunek: Jasło) | Tor nieparzysty (kierunek: Jasło) |
| 0,475      | 0,600      | 40                                | 40                                | 40                                |
| 0,600      | 1,140      | 60                                | 60                                | 60                                |
| 1,140      | 13,615     | 80                                | 80                                | 60                                |
| 13,615     | 15,040     | 100                               | 100                               | 60                                |
| 15,040     | 16,732     | 80                                | 80                                | 60                                |
| 16,732     | 19,643     | 100                               | 100                               | 60                                |
| 19,643     | 21,121     | 60                                | 60                                | 60                                |
| 21,121     | 21,980     | 70                                | 70                                | 60                                |
| 21,980     | 25,990     | 80                                | 80                                | 60                                |
| 25,990     | 26,210     | 70                                | 70                                | 60                                |
| 26,210     | 28,650     | 80                                | 80                                | 60                                |
| 28,650     | 30,240     | 50                                | 50                                | 50                                |
| 30,240     | 32,784     | 70                                | 70                                | 60                                |
| 32,784     | 46,441     | 100                               | 100                               | 60                                |
| 46,441     | 53,533     | 80                                | 80                                | 60                                |
| 53,533     | 54,050     | 70                                | 70                                | 60                                |
| 54,050     | 55,000     | 100                               | 100                               | 70                                |
| 55,000     | 55,496     | 90                                | 90                                | 70                                |
| 55,496     | 57,736     | 100                               | 100                               | 70                                |
| 57,736     | 58,812     | 90                                | 90                                | 70                                |
| 58,812     | 59,549     | 100                               | 100                               | 70                                |
| 59,549     | 59,953     | 60                                | 60                                | 60                                |
| 59,953     | 60,423     | 90                                | 90                                | 70                                |
| 60,423     | 68,060     | 100                               | 100                               | 80                                |
| 68,060     | 69,037     | 70                                | 70                                | 60                                |
| 69,037     | 69,726     | 80                                | 80                                | 60                                |

## Infrastruktura

### Posterunki ruchu i punkty ekspedycyjne
Na linii znajdują się 92 różne punkty eksploatacyjne, w tym 8 stacji kolejowych, 20 przystanków.
| Rodzaj i nazwa                    | Zdjęcie | Liczba peronów | Liczba krawędzi peronowych | Infrastruktura                                                                       |
| stacja Rzeszów Główny ♿︎          |         | 3              | 6                          | - przejście pod torami - kasy biletowe - parking - kiosk - informacja dla podróżnych |
| przystanek Rzeszów Centrum        |         | 1              | 1                          |                                                                                      |
| stacja Rzeszów Staroniwa          |         | 1              | 2                          |                                                                                      |
| przystanek Rzeszów Politechnika   |         | 1              | 2                          |                                                                                      |
| przystanek Rzeszów Osiedle        |         | 1              | 1                          |                                                                                      |
| przystanek Rzeszów Zwięczyca      |         | 1              | 1                          |                                                                                      |
| przystanek Boguchwała Dolna       |         | 1              | 1                          |                                                                                      |
| stacja Boguchwała                 |         | 1              | 2                          |                                                                                      |
| mijanka i przystanek Lutoryż      |         | 1              | 1                          |                                                                                      |
| przystanek Wisłoczanka            |         | 1              | 1                          |                                                                                      |
| mijanka i przystanek Babica       |         | 2              | 2                          |                                                                                      |
| przystanek Babica Kolonia         |         | 1              | 1                          |                                                                                      |
| stacja Czudec                     |         | 1              | 2                          |                                                                                      |
| przystanek Zaborów Błonia         |         | 1              | 1                          |                                                                                      |
| mijanka i przystanek Zaborów      |         | 1              | 1                          |                                                                                      |
| przystanek Żarnowa                |         | 1              | 1                          |                                                                                      |
| stacja Strzyżów nad Wisłokiem     |         | 1              | 2                          |                                                                                      |
| przystanek Strzyżów Zachodni      |         | 1              | 1                          |                                                                                      |
| mijanka i przystanek Dobrzechów   |         | 2              | 2                          |                                                                                      |
| przystanek Markuszowa             |         | 1              | 1                          |                                                                                      |
| przystanek Kalembina              |         | 1              | 1                          |                                                                                      |
| przystanek Wiśniowa               |         | 1              | 1                          |                                                                                      |
| stacja Frysztak                   |         | 2              | 2                          |                                                                                      |
| mijanka i przystanek Przybówka ♿︎ |         | 2              | 2                          |                                                                                      |
| przystanek Wojaszówka             |         | 1              | 1                          |                                                                                      |
| przystanek Szebnie                |         | 1              | 1                          |                                                                                      |
| przystanek Jasło Fabryczne        |         | 1              | 1                          |                                                                                      |
| stacja towarowa Jasło Towarowa    |         | 0              | 0                          |                                                                                      |
| stacja Jasło                      |         | 2              | 3                          |                                                                                      |